# Juan Rodríguez de Fonseca
Juan Rodríguez de Fonseca (ur. w 1451 w Toro, zm. 12 listopada 1524 w Burgos) – hiszpański duchowny i polityk, dworzanin i urzędnik.
Jako kapelan królowej miał przemożny wpływ na Królów katolickich (los Reyes Católicos), Izabelę i Ferdynanda, którzy powierzyli mu utworzenie zarządu pozyskanych wówczas kolonii w Nowym Świecie. Jako współorganizator 2. wyprawy Kolumba zapewnił udział w niej Alonso de Ojedy, przyszłego odkrywcy i konkwistadora. Wróg Kolumba, oskarżył go przed dworem o niekompetencję.
Odgrywał kluczową rolę w tworzonej w owym czasie Radzie Indii (Consejo de Indias), nadzorującej kontakty z zamorskimi posiadłościami Hiszpanii. Jego poparcie zapewniło Magellanowi zorganizowanie wyprawy dookoła świata.
Jako duchowny uzyskał tytuł Patriarchy Indii (godność utworzona w 1520 przez papieża Leona X); wcześniej był biskupem Badajoz, Kordoby, Palencii, arcybiskupem Rossano (w Królestwie Neapolu) i biskupem Burgos.